# Wyżnie Mnichowe Stawki
Die Oberen Mönchsseen (pl. Wyżnie Mnichowe Stawki) in Polen sind neun Karseen im Tal hinter dem Mönch (pl. Dolina za Mnichem), einem Hängetal über dem Fischbachtal (pl. Dolina Rybiego Potoku) in der polnischen Hohen Tatra. Die Gletscherseen befinden sich in der Gemeinde Bukowina Tatrzańska. An den Seen verläuft ein Wanderweg vom Tal hinter dem Mönch auf den Bergpass Wrota Chałubińskiego.